# Vera Schmidt
Pour les articles homonymes, voir Schmidt.
Vera Fiodorovna Schmidt, née Ianitskaïa, à Starokostiantyniv, en Volhynie, en 1889 et morte le 17 juillet 1937 à Moscou, est une pédagogue et une psychanalyste russe. Elle est l'une des pionnières du mouvement psychanalytique russe, avec Sabina Spielrein et Tatiana Rosenthal.

## Biographie
Ses parents sont médecins : son père est médecin militaire, et sa mère, Ielizaveta Ianitskaïa, l'une des premières femmes médecins russes, soigne des enfants souffrant de troubles neurologiques. Elle fait ses études secondaires à Moscou. De 1913 à 1916, elle se forme aux méthodes de Friedrich Fröbel. En 1913, elle rencontre et épouse Otto Schmidt qui devient un scientifique de renom, mathématicien et explorateur de l'Arctique.

## «Detski Dom», home d'enfants expérimental
Vera Schmidt travaille au département de l'Enfance du commissariat du peuple à l'Éducation (équivalent d'un ministère de l'Instruction publique). Elle dirige de 1921 à 1925 un home d'enfants expérimental, le « Detski Dom ». Sabina Spielrein y travaille. Le fils de Vera Schmidt, Vladimir, y est élève, et elle tient un journal de ses observations, resté inédit et non traduit.
Le Detski Dom a été pratiquement unique dans ses principes et ses pratiques, et surtout dans son approche psychanalytique. Il a reçu la visite de plusieurs psychanalystes marxistes allemands, notamment de la psychanalyste Anna Mänchen-Helfen (1902-1991), ou encore Annie Reich (1902-1971), médecin et psychanalyste et son mari, Wilhelm Reich.
Vera Schmidt accède aux écrits de Sigmund Freud qu'elle lit en allemand, et se forme à la psychanalyse. Les pionniers russes de la psychanalyse sont Nikolaï Ossipov, premier analyste russe, Mosche Wulff, établi à Odessa, Tatiana Rosenthal, formée par Carl Jung et Bleuler à Zurich, qui est installée comme médecin à Saint-Petersbourg, ou encore Leonid Drosnes, psychiatre à Odessa, premier médecin traitant de l'Homme aux loups, patient qu'il adresse à Freud. En 1922, l'Association psychanalytique russe se crée, composée de quinze membres dont seulement quatre sont médecins. Vera Schmidt en est membre fondateur, ainsi que son époux. Otto Schmidt assure la traduction des œuvres de Freud en russe, de 1921 à 1924. Otto et Vera Schmidt rencontrent Freud à Vienne, au début de l'année 1923, pour lui exposer la situation de la psychanalyse en Russie et lui parler du travail mené au home d'enfants. Ils rencontrent également Otto Rank et Karl Abraham. Grâce à ces contacts, l'Association psychanalytique russe est acceptée comme membre associé par l'Association psychanalytique internationale en 1924. 
Le home d'enfants est pourtant fermé le 14 août 1925, victime de la « censure idéologique » qui vise désormais la psychanalyse et la pédologie. Vera Schmidt continue une activité de chercheuse auprès de l'Académie des sciences russe, puis à partir de 1930, elle est chercheuse au centre expérimental de pathologie cérébrale. Atteinte d'une tumeur de la thyroïde, sa participation à une expédition arctique sur le « Tcheliouskine », dirigée par son époux, précipite l'aggravation de son état, et elle meurt durant une intervention chirurgicale, le 17 juillet 1937. 